# Eustrotia dissociata
Eustrotia dissociata là một loài bướm đêm trong họ Noctuidae.